# Đảo Dequey
Dequey là một trong những đảo thuộc quần đảo Batanes, thuộc tỉnh Batanes, trong eo biển Luzon, Philippines. Hòn đảo này là một đảo nhỏ và khá thấp sơ với mực nước biển, nằm gần 1/2 dặm về phía tây của điểm phía tây bắc của đảo Ivuhos. Đảo Dequey không có người ở.
Một vô danh hoạt động núi lửa ngầm dưới biển phía tây của đảo Dequey.